# Atimokateiw
El riu Atimokateiw és un afluent de la riba sud del pantà de Gouin, que desemboca al territori de la ciutat de La Tuque, a la zona de Mauricie, Quebec.
El riu Atimokateiw discorre completament pel municipi d'Aubin, al sud-est del pantà de Gouin. La silvicultura és la principal activitat econòmica d'aquesta vall; l'activitats de turisme recreatiu, la segona. Una branca de carretera forestal dona servei a la vall del riu Atimokateiw i la península que s'estén cap al nord en 30,1 quilòmetres (18,7 milles). Aquest ramal de carretera connecta amb la ruta 400 que passa per la part sud-est del pantà de Gouin. Connecta el poble de Parent, al Quebec (a través de la vallée del riu Bazin) i el poble de Wemotaci, al Quebec, situat a l'oest de La Tuque, al Quebec. La superfície del riu Atimokateiw sol congelar-se des de mitjans de novembre fins a finals d'abril, tot i que la circulació segura del gel és generalment des de principis de desembre fins a finals de març.